# Arealva (kommun)
Arealva är en kommun i Brasilien.   Den ligger i delstaten São Paulo, i den södra delen av landet, 700 km söder om huvudstaden Brasília. Antalet invånare är 7 842.
Följande samhällen finns i Arealva:
- Arealva

Omgivningarna runt Arealva är huvudsakligen savann. Runt Arealva är det glesbefolkat, med 17 invånare per kvadratkilometer.